# Laadjala
Laadjala (Duits: Ladjall) is een plaats in de Estlandse gemeente Saaremaa, provincie Saaremaa. De plaats heeft de status van dorp (Estisch: küla) en telt 72 inwoners (20201).
Tot in december 2014 behoorde Laadjala tot de gemeente Kaarma, tot in oktober 2017 tot de gemeente Lääne-Saare en sindsdien tot de fusiegemeente Saaremaa.

## Geschiedenis
De plaats werd in 1645 voor het eerst genoemd onder de naam Ladiall. Een landgoed Laadjala werd rond 1740 afgesplitst van het landgoed van Mustjala. Het landgoed Laadjala behoorde toe aan de staat. In 1798 gaf tsaar Paul I het landgoed aan de Ridderschap van Ösel (Saaremaa). De ridderschap stichtte er een leprozerie.
Het hoofdgebouw van het landgoed is gebouwd in 1831. Het gebouw bestaat nog, maar is een ruïne. Enkele bijgebouwen zijn in een betere staat bewaard gebleven, maar geen van hen heeft nog het oorspronkelijke uiterlijk.
Het dorp Laadjala ontstond in 1920 als nederzetting op het vroegere landgoed Laadjala.